# Violetta Villas
Violetta Villas (Liège (Belgija),  10. lipnja 1938. - Lewin Kłodzki (Poljska), 5. prosinca 2011.) -  poljsko-američka pjevačica, glumica i kompozitorica. Prvu sing ploču snimila je 1962. i to Rendez-vous with Violetta Villas, koja je doživila uspjeh. U svojoj iznimno dugoj pjevačkoj karijeri Violetta Villas je izdala ploče na 9 jezika: engleski, njemački, francuski, španjolski, portugalski, talijanski (čak i na napoletanskom dijalektu), poljski i ruski. Opseg glasa bio joj je pet oktava.

## Diskografija
- 1962. Rendez-vous with Violetta Villas
- 1966. Violetta Villas
- 1967. Violetta Villas
- 1968. For You My Darling
- 1968. About Love...
- 1977. There is no Love without Jealousy
- 1985. Las Vegas
- 1986. Violetta Villas
- 1992. Christmas Carols
- 1996. Daddy 2
- 1997. Christmas Carols
- 1997. Villas Sings Christmas Carols
- 2001. When Jesus Christus was Born...
- 2001. Violetta Villas
- 2001. There is no Love without Jealousy
- 2001. For You My Darling
- 2003. Valentine Hits
- 2004. Chrismas Carold from Heart
- 2008. To Comfort the Heart and warmth the Soul
- 2009. The Most Beautiful Chrismas Carols